# Vanish Into You
"Vanish Into You" é uma canção da cantora pop Lady Gaga. A canção é a quinta faixa da edição padrão do seu álbum de estúdio Mayhem (2025), e foi a primeira música que ela escreveu para o álbum. Andrew Watt, Henry Walter e Michael Polansky são co-autores da faixa, que mistura glam rock, coros inspirados em David Bowie e letras sobre rendição.

## Composição
"Vanish Into You" foi escrita por Lady Gaga, Andrew Watt, Henry Walter e Michael Polansky. A revista Paper chamou a música de "uma descoberta do amor". A revista Riff disse que a música vê Gaga "[canalizando] Blondie com um ritmo quatro por quatro enraizado no funk. A faixa explora a fusão da identidade com a de um parceiro para se isolar das emoções". A Variety chamou a faixa de "uma música que faz referência a David Bowie" que "cresce até o refrão com a mesma tensão" de "Bad Romance" (2009). O site Pitchfork afirmou que "Vanish Into You" tem "gritos de saudade". A revista Clash disse que a música "diminui um pouco o ritmo" e tem "sintetizadores com franja disco lembrando a fase imperial do ABBA; há também um toque sutil de retro em alguns momentos". O site Vulture a chamou de "uma música do ABBA por completo" com "acordes e melodias suecas que são tristes e felizes ao mesmo tempo".
Alguns fãs teorizaram que a música foi inspirada pelo falecido colaborador de Gaga Tony Bennett, destacando letras que lembram algumas das músicas mais populares de Bennett.

## Recepção crítica

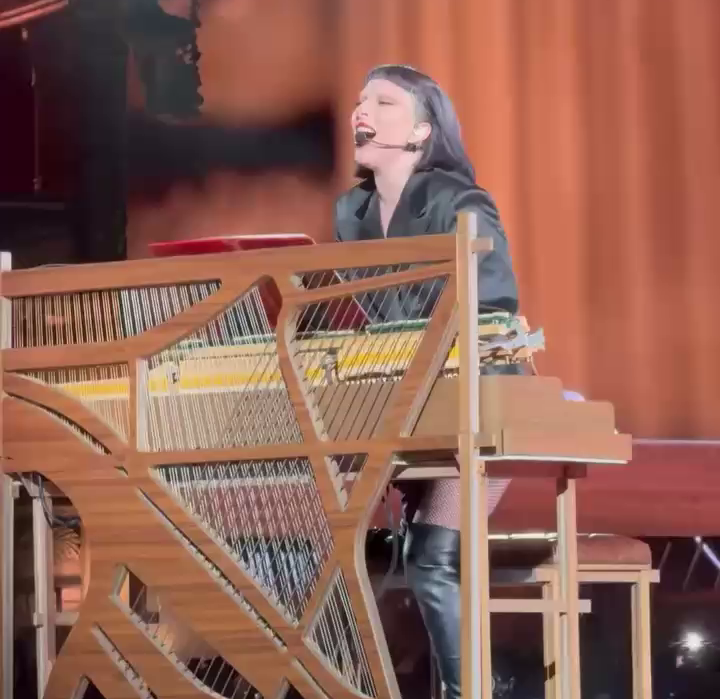
Gaga apresentando "Vanish Into You" no seu concerto na Praia de Copacabana do Rio de Janeiro para promoção do álbum em maio de 2025.

Stephen Daw, da Billboard, escreveu: "Talvez a música mais impressionante vocalmente de Mayhem seja 'Vanish Into You', a oferta glam rock de adoração de Gaga. Inspirada em ícones como David Bowie, a canção traz um acabamento brilhante às bordas desgastadas de Mayhem, com guitarras robustas e ritmos quatro por quatro que fazem você querer se levantar e dançar. Mas são as harmonias que Gaga cria consigo mesma ao longo do coração pungente do refrão que mais se destacam, já que ela utiliza cada centímetro de seu alcance vocal para dizer ao seu amante o quanto ela está realmente apaixonada."
A Rolling Stone disse: "um ponto alto da carreira pode ser encontrado na dança funk multifacetada e no drama vanguardista" da música. Chris Hedden, do Screen Rant, escreveu: "O clima da música é ao mesmo tempo, alegre, mas também tem essa sensação melancólica de que o ânimo está lentamente se esvaindo, como reconhecer que o verão está indo embora e a transição para o outono está chegando. Como ter que manter um sorriso no rosto enquanto sente que uma pressão ou preocupação crescente está chegando e é difícil manter essa positividade. Mas 'Vanish Into You' é uma boa música, de fato."
Adam White, do The Independent, sentiu que a faixa foi "produzida de forma um pouco desleixada – 'cru' não precisa significar vagamente desagradável." A recepção da música entre os ouvintes também foi altamente positiva; fãs votaram em "Vanish Into You" como a música favorita de Mayhem em uma pesquisa realizada pela Billboard.

## Apresentações ao vivo
A primeira apresentação ao vivo de Gaga de "Vanish Into You" foi durante o seu concerto principal no Coachella 2025. Ela caminhou pelo público durante a faixa, parando para segurar mãos e cantando de perto para os fãs.

## Créditos e pessoal
Os créditos foram adaptados de Apple Music.
- Lady Gaga – vocais, teclados, produtora
- Andrew Watt – teclado, baixo, bateria, guitarra elétrica, percussão, violão, compositor, produtor
- Henry Walter – teclados, sintetizador, programação de bateria, compositor, produtor
- Michael Polansky – compositor
- Randy Merrill – engenheiro de masterização
- Serban Ghenea – engenheiro de mixagem
- Bryce Bordone – engenheiro assistente de mixagem
- Paul Lamalfa – engenheiro
- Marco Sonzini – engenheiro adicional
- Tyler Harris – engenheiro adicional

## Desempenho comercial
| Paradas (2025)                        | Melhor Posição |
| ------------------------------------- | -------------- |
| Brasil (Billboard Brasil Hot 100)     | 72             |
| Canadá (Canadian Hot 100)             | 53             |
| França (SNEP)                         | 91             |
| Mundo (Billboard Global 200)          | 38             |
| Greece International (IFPI)           | 32             |
| New Zealand Hot Singles (RMNZ)        | 5              |
| Portugal (AFP)                        | 67             |
| South Korea Download (Circle)         | 198            |
| Spain (PROMUSICAE)                    | 96             |
| Sweden Heatseeker (Sverigetopplistan) | 3              |
| Reino Unido (Singles Downloads Chart) | 81             |
| UK Singles Sales (OCC)                | 86             |
| UK Streaming (OCC)                    | 46             |
| Estados Unidos (Billboard Hot 100)    | 61             |